# 越南共和國人力總署
人力總署隸屬於越南共和國國防部，負責爲越南共和國軍隊徵兵，包括檢查兵役年齡和軍隊所有軍人的軍簿檔案管理等。

## 歷史
1952年，當越南國軍總參謀部成立時，軍隊的徵兵部門也被組織了起來。徵兵由各軍區負責，包括5個徵兵室。在中央有直屬於國防部人員署（Nha Nhân viên）的中央徵兵辦公室。
1964年，中央徵兵辦公室與國防部人員署分離，成立了直屬於國防部的動員署（Nha Động viên）。
1974年，由於兵役動員需要，改設爲直屬於國防部的人力總署。
在中央設兩個署和一個辦公室：
1. 兵役動員署（Nha Động viên Quân dịch）
2. 預備役署（Nha Trừ bị）
3. 行政辦（Sở Hành chính）

在地方上4個軍區有4個動員辦（Sở Động viên），每個軍區的動員辦都有設在各小區的直屬動員辦公室（Phòng Động viên）。
- 任務

1. 檢查即將服兵役的年輕人；
2. 動員。按照年齡和學歷。根據總參謀部確定的兵役需求；
3. 動員緩服兵役結束的年輕人；
4. 管理仍在軍役年齡內的預備役軍人檔案。在現場被動員的公務員。正在緩服兵役的年輕人；
5. 召集糾察緩服兵役和免服兵役等的委員會。